# Правоздатність
Правозда́тність фізичних та юридичних осіб — передбачена нормами права здатність (можливість) суб'єкта права мати суб'єктивні права та виконувати суб'єктивні юридичні обов'язки. 
Правозда́тність фізичної особи виникає з моменту народження та припиняється із смертю особи.
Правоздатність юридичної особи виникає з моменту її створення і припиняється з дня внесення до єдиного державного реєстру запису про її припинення. Вона може бути обмежена лише за рішенням суду.
Правозда́тність фізичної особи — якісне (не кількісне) вираження прав суб'єкта; постійний громадянський стан особи, не стільки саме володіння правами, скільки здатність мати права, набувати суб'єктивних прав.
Цивільна правоздатність властива кожній людині, від неї не можна відмовитися або уступити будь-кому. Водночас законодавець передбачає випадки, коли закон охороняє права зачатої, але ще ненародженої дитини, наприклад, якщо дитина повинна народитися після смерті свого батька-спадкодавця.
Окремі права особа може набувати лише з досягненням певного віку: стати донором, набувати зброю, цигарки тощо.
Правоздатність не залежить від фізичного чи психічного стану, віку людини, від того, чи здатна вона її здійснювати, оскільки всі можуть стати суб'єктами права власності, спадкування, користування житловим приміщенням тощо.
Правоздатність — це абстрактна можливість мати зазначені у законі права та обов'язки. Суб'єктивне право — це вже чинне право, яке належить конкретній особі. Так, права власності на конкретний житловий будинок, земельну ділянку, транспортний засіб у громадянина може й не бути, але в нього завжди залишається можливість набути ці конкретні суб'єктивні права, оскільки цивільне законодавство допускає їх набуття. Від суб'єктивного права правоздатність відрізняється й тим, що воно не може бути передано іншій особі, на відміну від більшості майнових прав. 

## Ознаки правоздатності
Правоздатність характеризують наступні ознаки:
- реальність (гарантованість) — кожній фізичній особі гарантується можливість стати суб'єктом усіх прав та обов'язків [3]. Будь-які перешкоди, які обмежують можливості набувати цивільних прав і свобод, усуваються заходами державного примусу;
- рівність — всі фізичні особи мають однакові, передбачені законом, права та обов'язки незалежно від раси, національності, політичних та релігійних переконань, статі, етнічного та соціального походження, місця проживання, мовних та інших ознак;
- невід'ємність — фізична особа не може передати свою правоздатність іншій особі за оплатним чи безоплатним договором.

## Обсяг правоздатності
Обсяг (зміст) правоздатності становлять усі цивільні права та обов'язки, які фізична особа може набувати згідно із законом: мати майно у приватній власності чи в користуванні, спадкувати, заповідати, обирати рід занять, місце проживання, набувати авторських прав, інші майнові та немайнові права.
Закон не наводить вичерпний перелік можливих цивільних прав, які може набувати фізична особа, оскільки їх коло досить широке і перерахувати їх у законодавчій формі неможливо. 
Зі змінами у політичній, економічній ситуації в суспільстві та державі в обсяг правоздатності можуть включатися нові права, а існуючи — якісно змінюватися.

## Обмеження правочину
Правочин, який обмежує можливості фізичної особи мати не заборонені законом цивільні права та обов'язки, є нікчемним.
Обмеження цивільної правоздатності може бути:
- примусовим
- або добровільним.

Наприклад, особа за вироком може бути примусово обмежена у правоздатності, якщо:
- засуджена до позбавлення волі — в такому випадку вона обмежена у таких правах як: обрання місця проживання, виду занять, права на зовнішній вигляд тощо;
- у порядку ст. 51 КК України як додаткова міра покарання особу позбавлено можливості обіймати певні посади або займатися певною діяльністю, оскільки у цьому випадку обмежується її право на обрання роду занять (водій, бухгалтер, лікар, вихователь тощо).

Фізична особа також може добровільно обмежити свій правочин, якщо обирає відповідний фах, специфіка якого вимагає відмовитися від певних прав. Наприклад, працівники поліції не можуть бути членами політичних партій, займатися підприємницькою діяльністю тощо.